# Le Frondeur (journal)
Le Frondeur (sous-titré journal satirique hebdomadaire) est un titre de presse français fondé à Montpellier en 1876 par Léo Taxil et qui paraitra jusqu'en 1880.

## Description
Quotidien, il est fondé en juillet 1876 par reprise du quotidien L'Esque. Il connaît une variante lyonnaise, Le Frondeur de Lyon ainsi qu'une variante méridionale, Le Frondeur du Midi. En 1878 commence la parution d'un supplément mais le journal cesse de paraître dès 1880.